# 大宮 (杉並区)
大宮（おおみや）は、東京都杉並区の町名。現行行政地名は大宮一丁目及び二丁目。住居表示実施済み区域である。

## 地理
杉並区のほぼ中央に位置する。町域東部は堀ノ内、北部は松ノ木に接する。北西部は、成田東と成田西に接する。西部は浜田山に接する。南部は方南通りを境に永福・和泉に接している。北辺を沿うように善福寺川が流れている。町域内は主に住宅地として利用される。町域北部の善福寺川沿い一帯には、都立和田堀公園が広がる。川沿いに広場や、樹木も多く、区内でも緑が多く残されている。高千穂大学も置かれ、学生の姿も見られる。

### 地価
住宅地の地価は、2025年（令和7年）1月1日の公示地価によれば、大宮1-10-10の地点で54万円/m2となっている。

## 歴史
元は豊多摩郡和田堀町大字和田の一部で、大宮は和田の小字名。1932年（昭和7年）、東京市への編入に伴い杉並区に所属した際に和田から分離し、同区大宮町（おおみやちょう）となる。住居表示実施により、大半は1968年（昭和43年）7月1日に一部が大宮1 - 2丁目の他、松ノ木1丁目、堀ノ内1丁目のそれぞれの内に、残りは1969年（昭和44年）7月1日に永福3 - 4丁目、浜田山3丁目のそれぞれの内となる。

### 地名の由来
当地域には、地名の由来にもなっている大宮八幡宮がある。大宮八幡宮は子育て・安産の神様としても知られ、遠方からの参拝者も多い。

## 世帯数と人口
2025年（令和7年）3月1日現在（杉並区発表）の世帯数と人口は以下の通りである。
| 丁目       | 世帯数    | 人口    |
| ---------- | --------- | ------- |
| 大宮一丁目 | 1,154世帯 | 1,947人 |
| 大宮二丁目 | 863世帯   | 1,547人 |
| 計         | 2,017世帯 | 3,494人 |

### 人口の変遷
国勢調査による人口の推移。
| 年                 | 人口  |
| ------------------ | ----- |
| 1995年（平成7年）  | 4,165 |
| 2000年（平成12年） | 4,133 |
| 2005年（平成17年） | 3,934 |
| 2010年（平成22年） | 3,767 |
| 2015年（平成27年） | 3,762 |
| 2020年（令和2年）  | 3,717 |

### 世帯数の変遷
国勢調査による世帯数の推移。
| 年                 | 世帯数 |
| ------------------ | ------ |
| 1995年（平成7年）  | 2,042  |
| 2000年（平成12年） | 2,099  |
| 2005年（平成17年） | 2,077  |
| 2010年（平成22年） | 2,071  |
| 2015年（平成27年） | 2,030  |
| 2020年（令和2年）  | 2,134  |

## 学区
区立小・中学校に通う場合、学区は以下の通りとなる（2016年1月時点）。
| 丁目       | 番地              | 小学校               | 中学校               |
| ---------- | ----------------- | -------------------- | -------------------- |
| 大宮一丁目 | 1～3番 8～17番    | 杉並区立大宮小学校   | 杉並区立大宮中学校   |
| 大宮一丁目 | 4〜7番 18〜22番   | 杉並区立松ノ木小学校 | 杉並区立大宮中学校   |
| 大宮二丁目 | 1～20番 24〜25番  | 杉並区立松ノ木小学校 | 杉並区立大宮中学校   |
| 大宮二丁目 | 21〜23番 26〜27番 | 杉並区立松ノ木小学校 | 杉並区立松ノ木中学校 |

## 交通
町域内に鉄道駅はないが、京王井の頭線の西永福駅が利用可能な範囲にある。方南通り沿いなどにバスの便もあり、これを利用する者も多い。

## 事業所
2021年（令和3年）現在の経済センサス調査による事業所数と従業員数は以下の通りである。
| 丁目       | 事業所数  | 従業員数 |
| ---------- | --------- | -------- |
| 大宮一丁目 | 75事業所  | 345人    |
| 大宮二丁目 | 53事業所  | 604人    |
| 計         | 128事業所 | 949人    |

### 事業者数の変遷
経済センサスによる事業所数の推移。
| 年                 | 事業者数 |
| ------------------ | -------- |
| 2016年（平成28年） | 130      |
| 2021年（令和3年）  | 128      |

### 従業員数の変遷
経済センサスによる従業員数の推移。
| 年                 | 従業員数 |
| ------------------ | -------- |
| 2016年（平成28年） | 884      |
| 2021年（令和3年）  | 949      |

## 施設
- 高千穂大学
- 杉並区立郷土博物館
- 大宮八幡宮
- 鞍掛けの松
- 和田堀公園

## その他

### 日本郵便
- 郵便番号 : 168-0061[3]（集配局 : 杉並南郵便局[16]）。